# Колиндянська сільська рада
Колиндя́нська сільська́ ра́да — орган місцевого самоврядування Колиндянської сільської громади в Чортківському районі Тернопільської области. Адміністративний центр — с. Колиндяни.

## Загальні відомості
Колиндянська сільська рада утворена в 1939 році.
- Територія ради: 156,7 км²
- Населення ради: 6 694 осіб (2020)
- Територією ради протікає річка Нічлава

## Старостинські округи
| Назви старостинських округів | Населені пункти | Старости                                |
| ---------------------------- | --------------- | --------------------------------------- |
| Великочорнокінецький         | -               | -                                       |
| Давидківський                | -               | Володимир Шиптицький (з 23 квітня 2017) |
| Малочорнокінецький           | -               | -                                       |
| Пробіжнянський               | -               | -                                       |
| Тарнавський                  | -               | -                                       |
| Товстенський                 | -               | -                                       |
| Чорнокінецько-Волянський     | -               | -                                       |

## Історія
Перша сільська рада утворена у вересні 1939 року.
У квітні 1944 році сільська рада відновлена.
До 2015 року — адміністративно-територіальна одиниця у Чортківському районі Тернопільської области з територією 18,845 км² та населенням 1 759 осіб (станом на 2001 рік).
29 липня 2015 року стала центром Колиндянської сільської громади.

## Склад ради
Рада складалася з 22 депутатів та голови.

### Керівний склад попередніх скликань

#### Голови ради
| Прізвище, ім'я, по батькові | Основні відомості | Дата обрання | Дата звільнення |
| --------------------------- | ----------------- | ------------ | --------------- |
| Кіпрак Ореста Мирославівна  | Сільський голова  | 1990         | 1994            |
| Солонинка Танас Іванович    | Сільський голова  | 1994         | липень 1996     |
| Волощук Василь Миколайович  | Сільський голова  | серпень 1996 | 1998            |
| Елькснін Степан Йосипович   | Сільський голова  | 1998         | 2002            |
| Елькснін Степан Йосипович   | Сільський голова  | 2002         | 2006            |
| Волощук Роман Миколайович   | Сільський голова  | 26.03.2006   | 31.10.2010      |
| Бальон Андрій Семенович     | Сільський голова  | 31.10.2010   | 25.10.2015      |
| Клапків Роман Петрович      | Сільський голова  | 25.10.2015   | 10.12.2020      |
| Клапків Роман Петрович      | Сільський голова  | 10.12.2020   |                 |

Примітка: таблиця складена за даними сайту Верховної Ради України

#### Секретарі ради
| Прізвище, ім'я, по батькові | Основні відомості | Дата обрання | Дата звільнення |
| --------------------------- | ----------------- | ------------ | --------------- |
| Семчишин Марія Федорівна    | Секретар          | 1990         | 1994            |
| Семчишин Марія Федорівна    | Секретар          | 1994         | 1998            |
| Семчишин Марія Федорівна    | Секретар          | 1998         | 2002            |
| Семчишин Марія Федорівна    | Секретар          | 2002         | 2006            |
| Семчишин Марія Федорівна    | Секретар          | 2006         | 2010            |
| Елькснін Марія Іларіонівна  | Секретар          | 2010         | 2015            |
| Ткачук Галина Степанівна    | Секретар          | 2015         | 2020            |
| Ткачук Галина Степанівна    | Секретар          | 10.12.2020   |                 |

### Депутати

#### VIII скликання
За результатами місцевих виборів 2020 року депутатами ради стали:
1. Возна Наталія Володимирівна
2. Гордій Оксана Іванівна
3. Гриців Богдана Іванівна
4. Гуменна Ірина Олегівна
5. Данилишин Степан Григорович
6. Данильчак Роман Євстахійович
7. Дашкевич Віктор Іванович
8. Дячок Володимир Петрович
9. Задорожний Ігор Мирославович
10. Коваль Ганна Миколаївна
11. Костецький Назар Зіновійович
12. Легкодух Іван Григорович
13. Мазур Віра Богданівна
14. Пельчарський Іван Тадейович
15. Полтавець Віра Семенівна
16. Сегеда Наталія Романівна
17. Середа Анатолій Омелянович
18. Скриник Олег Анатолійович
19. Ткачук Галина Степанівна
20. Чорній Галина Семенівна
21. Шиптицький Іван Володимирович
22. Шкляр Іван Павлович

#### VII скликання
За результатами місцевих виборів 2015 року депутатами ради стали:
1. Середа Світлана Романівна
2. Маковецька Наталія Степанівна
3. Гукалюк Наталія Степанівна
4. Данилишин Степан Григорович
5. Навроцький Михайло Петрович
6. Пельчарський Іван Тадейович
7. Лісова Оксана Михайлівна
8. Скриник Віталій Ярославович
9. Гикава Любов Ярославівна
10. Попіль Роман Йосипович
11. Хаба Михайло Іванович
12. Елькснін Марія Іларіонівна
13. Кульчицька Галина Володимирівна
14. Боднар Оксана Богданівна
15. Коростіль Світлана Степанівна
16. Кай Наталія Степанівна
17. Ткачук Галина Степанівна
18. Трубак Ірина Іванівна
19. Грубенюк Вікторія Володимирівна
20. Воробець Надія Володимирівна
21. Клапків Надія Ярославівна
22. Гордій Оксана Іванівна

#### VI скликання
За результатами місцевих виборів 2010 року депутатами ради стали:
1. Хайко Галина Василівна
2. Вонсович Іван Франкович
3. Шемлей Сергій Іванович
4. Волощук Петро Володимирович
5. Довгань Антоніна Людвигівна
6. Кузь Михайло Іванович
7. Елькснін Марія Іларіонівна
8. Шкварок Володимир Михайлович
9. Стець Іван Васильович
10. Макеєв Володимир Леонідович
11. Дереш Олег Володимирович
12. Боднар Оксана Богданівна
13. Липова Олександра Богданівна
14. Процків Степан Михайлович
15. Зазуляк Ігор Петрович
16. Дмитрик Іван Михайлович

#### V скликання
За результатами місцевих виборів 2006 року депутатами ради стали:
1. Хайко Василь Ярославович
2. Вонсович Іван Франкович
3. Дяковська Любов Миронівна
4. Гикава Любов Ярославівна
5. Довгань Антоніна Людвігівна
6. Кузь Михайло Іванович
7. Данчук Олексій Володимирович
8. Семчишин Марія Федорівна
9. Вороняк Володимир Йосипович
10. Макиєв Володимир Леонідович
11. Цимбала Ольга Михайлівна
12. Боднар Оксана Богданівна
13. Лучка Галина Борисівна
14. Романович Людмила Степанівна
15. Зазуляк Ігор Павлович
16. Довбенко Руслана Романівна

#### IV скликання
За результатами місцевих виборів 2002 року депутатами ради стали:
1. Хайко Василь Ярославович
2. Пахолків Михайло Володимирович
3. Романович Василь Миколайович
4. Гикава Люба Ярославівна
5. Довгань Антоніна Людвіківна
6. Шептицька Володимира Михайлівна
7. Лисиця Ярослава Йосипівна
8. Семчишин Марія Федорівна
9. Забіяка Олеся Гаврилівна
10. Рога Ольга Володимирівна
11. Плецан Ігор Михайлович
12. Лучка Галина Борисівна
13. Коземчук Ольга Юліанівна
14. Стець Віра Іванівна
15. Верес Марія Данилівна

#### III скликання
За результатами місцевих виборів 1998 року депутатами ради стали:
1. Хайко Василь Ярославович
2. Павлінська Надія Теодозіївна
3. Романович Василь Миколайович
4. Герчак Євген Богданович
5. Довгань Антоніна Людвіківна
6. Забіяка Степан Михайлович
7. Лучка Михайло Володимирович
8. Семчишин Марія Федорівна
9. Вороняк Володимир Йосипович
10. Сцібан Йосип Євстахович
11. Зозуляк Ольга Павлівна
12. Шкляр Іван Павлович
13. Хрик Ярослава Петрівна
14. Пожарнюк Ольга Іванівна
15. Гургач Євген Анатолійович

#### II скликання
За результатами місцевих виборів 1994 року депутатами ради стали:
1. Хоптовий Микола Карлович
2. Бабяк Іван Васильович
3. Каньовський Роман Іванович
4. Забіяка Іван Йосипович
5. Полигач Галина Іванівна
6. Хуснутдінок Володимир Асхатович
7. Забіяка Ємілія Михайлівна
8. Пазюк Іван Михайлович
9. Шкварок Володимир Михайлович
10. Божко Надія Степанівна
11. Новосельський Костянтин Юліанович
12. Білінський Богдан Несторович
13. Семчишин Марія Федорівна
14. Грудзевич Михайлина Йосипівна
15. Гикава Володимира Тимофіївна

#### I скликання
За результатами місцевих виборів 1990 року депутатами ради стали:
1. Семчишин Марія Федорівна
2. Романович Василь Миколайович
3. Машталяр Марія Володимирівна
4. Солонинка Танас Іванович
5. Забіяка Іван Йосипович
6. Філіпович Ігор Ярославович
7. Полтавець Віра Семенівна
8. Кіпрак Ореста Мирославівна
9. Хустнутдінов Володимир Асхатович
10. Слободян Володимир Іванович
11. Новосельський Костянтин Юліанович
12. Красновська Надія Федорівна
13. Піскор Надія Дмитрівна
14. Сцібан Йосип Євстахович
15. Василик Петро Петрович
16. Козенчук Марія Іванівна
17. Шкляр Іван Павлович
18. Пазюк Іван Михайлович
19. Грудзевич Михайлина Йосипівна
20. Павлінська Олександра Іванівна